# Pesca
Pesca – miasto w Kolumbii, w departamencie Boyacá. Według spisu ludności z 30 czerwca 2018 roku miasto liczyło 2245 mieszkańców. 

## Urodzeni w Pesca
- Miguel Ángel López, kolarz[2]